# يلا ارحل يا بشار
يَلَّا ارْحَل يَا بَشَّارْ هي جملة من إحدى الأنشودات التي كان المتظاهرون يُردِّدُونها خلال الانتفاضة الشعبيّة في سوريا عام 2011. طالبَ المتظاهرون السلميون عبر هذهِ العبارة – وعبارات أخرى – من الرئيس السوري بشار الأسد الذي يترأسُّ الجمهوريّة منذ الاستفتاء الرئاسي عام 2000 الرحيل.

## المُؤلِّف
مؤلف الأنشودة هو إبراهيم القاشوش، وهو شابٌ سوري من مدينة حماة عُرف بقيادة المظاهرات التي هتفت بإسقاط النظام. كانت معظم الشعارات المناوئة للحكومة السورية وقادتها من تأليفِ القاشوش شخصيًا وقد قام في يوم الجمعة الموافق للأول من تمّوز/يوليو 2011 فيما سمّاها المتظاهرون «جمعة ارحل» في محافظة حماة بقيادة التظاهرة عبرَ هتاف «يلا ارحل يا بشار» وذلك أثناء احتشاد زهاء نصف مليون متظاهر في ساحة العاصي مطالبين بإسقاط النظام. وهذه بعض كلمات الأنشودة : 
يا بشّار ويا مندسّ
وتضرب أنت وحزب البعث
"وروح وصلّح حرف الـ"س
ويلا إرحل يا بشّار
...
يا بشّار ويا جبان
ودّي جنودك عالجولان
الشّعب السّوري مَبينهان
ويلا إرحل يا بشّار
...
يا ماهر ويا جبان
ويا عميل الأمريكان
الشّعب السّوري مبينهان
ويلا إرحل يا بشّار
...
يا بشّار ويا كذّاب
وتضرب أنت وهالخطاب
الحرّية صارت على الباب
ويلا إرحل يا بشّار
...
يا بشّار ومالك منّا
خود ماهر وإرحل عنّا
وهاي شرعيّتك سقطت عنّا
ويلا إرحل يا بشّار
...
ويا بشّار وكفّي تدور
ودمّك بحماة مهدور
وخطأك مالو مغفور
ويلا إرحل يا بشّار
...
ويا بشّار وطز فيك
وطز باللي بيحيّيك
ومالي قادر طلّع فيك
ويلا إرحل يا بشّار

## السمفونية
قام الملحن السوري مالك جندلي بتأليف سمفونية موسيقية باسم «الحريّة» وأسماها «سمفونية القاشوش» مكرسة خصيصًا لابراهيم القاشوش وقائمة على لحن أنشودة «يللا ارحل يا بشار» التي كان ينشدها القاشوش في المظاهرات.